# Antón Egas
Anton Egas (né vers 1475 à Tolède, mort en 1531) est un sculpteur et architecte espagnol de l'époque baroque de style isabélin.
Membre de la famille Egas (es), il est le fils d'Egas Cueman qui l'introduit dans la profession à un moment de l'histoire espagnole où la construction d'édifices religieux est particulièrement importante. Lui et Enrique Egas suivent le style de Jean Goas qui mêle les formes flamboyantes du maître Hannequin de Bruxelles avec le style art mudéjar de Tolède.
Parmi ses œuvres on compte le monastère et le collège des Infantes de Guadalupe, le monastère de San Juan de los Reyes et la cathédrale Sainte-Marie de Tolède, la cathédrale de Salamanque, la chapelle de San Andrés de Tolède et le cloître de l'ancien couvent de Notre-Dame de Valparaiso à Chinchón. Il travaille également aux hôpitaux Royaux de Saint-Jacques-de-Compostelle et Grenade.
Plusieurs de ses œuvres évoquent certainement un style entre le gothique et la renaissance, ce qui fait qu'elles sont considérées comme archaïsantes. Elles font partie du style hispano-flamand - première partie du plateresque - période de transition entre le gothique et la Renaissance. Il est parfois difficile de dire quelles sont ses propres réalisations car la collaboration avec son frère rend presque toujours impossible de déterminer quelle est sa part propre.

## Source de la traduction
- (es) Cet article est partiellement ou en totalité issu de l’article de Wikipédia en espagnol intitulé « Antón Egas » (voir la liste des auteurs).